# Реплікація ДНК
Реплікація (пізньолат. replicatio — повторення), редуплікація, ауторепродукція, аутосинтез — процес самовідтворення нуклеїнових кислот, генів та хромосом.
Термін застосовують переважно для опису процесу подвоєння нуклеїнових кислот, відтворення хромосом частіше описують іншими термінами (мітоз, мейоз).

## Особливості будови ДНК

Хімічна структура ДНК

Процес відбувається за рахунок ферментативного матричного синтезу ДНК або РНК. Згідно з моделлю будови дволанцюгової молекули ДНК Вотсона та Кріка ця молекула є полімером, мономерами якого є цукор дезоксирибоза, залишок фосфорної кислоти, який з'єднує мономери між собою, та азотисті основи, які кодують генетичну інформацію. Причому гуанін одного ланцюга завжди знаходиться напроти цитозину іншого (вони з'єднані потрійними водневими зв'язками), а аденін — навпроти тиміну (з'єднані подвійними водневими зв'язками). Цей порядок зв'язків ніколи не порушується та називається комплементарністю азотистих основ. За рахунок водневих зв'язків дві нитки ДНК зв'язані між собою та закручені у спіраль. В процесі реплікації ланцюги розплітаються, і кожен з них стає матрицею для синтезу нового ланцюга, який будується враховуючи комплементарність азотистих основ.
Така будова ДНК характерна для всіх клітинних організмів (прокаріот та еукаріот). ДНК вірусів може бути одноланцюговою. Крім того деякі віруси мають як носія генетичної інформації молекулу РНК (яка теж може бути одно- або дволанцюговою).

## Гіпотези реплікації ДНК
Після того, як було встановлено, що ДНК утворюється шляхом побудови на існуючій молекулі нових ланцюгів, виникло питання, яким чином відбувається подвоєння вихідної молекули. Були висунуті три гіпотетичних механізми реплікації.
- Консервативний механізм — розкручування спіралі не відбувається, існуюча подвійна спіраль є матрицею для синтезу двох нових ланцюгів. Нова спіраль будується повністю з нового матеріалу, існуюча спіраль залишається незмінною.
- Напівконсервативний механізм — існуюча спіраль розкручується, на кожному полінуклеотидному ланцюзі комплементарно будується новий. Таким чином, нова подвійна спіраль є «гібридом» старого та нового ланцюгів
- Дисперсивний механізм — існуюча спіраль розривається на кожному півоберті шляхом багаторазової фрагментації. Синтез нових ланцюгів проходить на фрагментах, які потім хрест-навхрест зливаються з відрізками нового матеріалу. Кожний полінуклеотидний ланцюг складається з відрізків старого та нового матеріалу, які чергуються.

З метою з'ясувати, який механізм є дійсним, Меселсон та Сталь провели експерименти з міченою ДНК, яка містила у своєму складі важкий ізотоп азоту. В результаті дослідження вдалося виявити, що ДНК синтезується за напівконсервативним механізмом.

## Молекулярний механізм реплікації дволанцюгової ДНК

Схема процесу реплікації. Цифрами позначені: (1) ланцюг, що відстає, (2) ланцюг-лідер, (3) ДНК-полімераза (Polα), (4) ДНК-лігаза, (5) РНК-праймер, (6) ДНК-праймаза, (7) фрагмент Окадзакі, (8) ДНК-полімераза (Polδ), (9) хеліказа, (10) одиночний ланцюг зі зв'язаними білками, (11) топоізомераза

Реплікація — складний багатоетапний процес, в якому беруть участь багато ферментів, він потребує багато часу та великих енергетичних витрат клітини. Процес починається з того, що фермент топоізомераза випрямляє закручену у спіраль молекулу ДНК та до неї приєднуються білки, які не дають молекулі знов згорнутись. Фермент геліказа розриває водневі зв'язки між азотистими основами, внаслідок чого ділянка подвійної молекули ДНК розпадається на два ланцюги: утворюється так звана «реплікативна вилка». До ланцюга приєднується ДНК-праймаза — фермент, який розпочинає синтез ДНК — власне реплікацію. Вона синтезує праймер — послідовність нуклеотидів, від якої наступний фермент — ДНК-полімераза — будує новий ланцюг, використовуючи наявний як матрицю. Праймером слугує фрагмент РНК; він потрібний, тому що ніяка ДНК-полімераза не може почати синтез нового ланцюжка «з нуля», а може тільки додати нуклеотиди до існуючого ланцюжка. Коли праймер виконав свою функцію, він видаляється екзонуклеазою, а інша полімераза (у прокаріот цю функцію виконує ДНК-полімераза I) «забудовує» пусте місце, яке виникло. Також ДНК-полімераза здатна виправляти можливі помилки реплікації та перевіряти комплементарність. Синтез нових ланцюгів відбувається асиметрично, тобто один з них синтезується безперервно, по ходу роз'єднання молекули ДНК геліказою, інший ланцюг будується в протилежному напрямку — проти напрямку дії гелікази, тому відбувається короткими фрагментами, довжиною 1000—2000 нуклеотидів, які називаються фрагментами Окадзакі, на честь японського вченого, що їх відкрив. Фрагменти Окадзакі з'єднує між собою фермент ДНК-лігаза. Таким чином з однієї молекули ДНК утворюються дві ідентичні, які після закінчення реплікації спіралізуються.
У еукаріотів реплікація відбувається перед поділом клітини, у прокаріотів — протягом всього життєвого циклу.

## Механізми реплікації вірусів
Реплікація вірусів, що містять дволанцюгову ДНК, проходить за класичним напівконсервативним механізмом. Геном вірусів, які мають одноланцюгову ДНК, відтворюється проходячи дволанцюгову стадію. У клітині хазяїна на молекулі вірусної ДНК синтезується комплементарний йому ланцюг, і таким чином утворюється дволанцюгова молекула ДНК. Далі реплікація йде за класичним механізмом. У процесі беруть участь ферменти вірусів та ферменти клітини-хазяїна.
Реплікація РНК-вмісних вірусів може проходити двома шляхами. Перший проходить за участю РНК-залежної РНК-полімерази (РНК-синтази). Розрізняють (+)-РНК-ланцюги, які кодують білки вірусу і його геном, та (-)-РНК-ланцюги, які кодують тільки геном. Певний вид вірусу може містити у собі або тільки (+)-ланцюг або тільки (-)-ланцюг. Є також види вірусів, що містять дволанцюгову РНК.
(+)-РНК-ланцюг вірусів може безпосередньо транслюватись у білки як мРНК. Тому коли у клітину потрапляє (+)-РНК-вірус (гепатиту А, поліомієліту), його РНК взаємодіє з рибосомами клітини-хазяїна та транслюється у білки, один з яких є РНК-синтазою. Після цього починається реплікація вірусної нуклеїнової кислоти. На першому етапі на (+)-ланцюзі утворюється комплементарний (-)-ланцюг. На другому етапі (-)-ланцюг слугує матрицею для синтезу (+)-ланцюгів, які включаються до вірусних частинок.
Рабдовіруси та параміксовіруси мають у своєму складі (-)-ланцюг, який не може напряму транслюватися у вірусний білок. Ця (-)-РНК використовується для синтезу (+)-ланцюга; у процесі бере участь РНК-синтаза, яка міститься у вірусній частинці. Синтезована (+)-РНК використовується як матриця для рибосомального синтезу вірусних білків та як матриця для синтезу (-)-ланцюгів для включення їх у вірусні частинки.
Реовіруси мають (±)-РНК (дволанцюгову). Реплікація нуклеїнової кислоти проходить аналогічно з реплікацією дволанцюгової ДНК, але основним ферментом замість ДНК-полімерази виступає РНК-синтаза.
Другий шлях реплікації РНК характерний для реовірусів та деяких онкогенних вірусів. Він відбувається за допомогою специфічного ферменту РНК-залежної ДНК-полімерази (ревертази). Фермент каталізує послідовно три процеси:
- синтез (-)-ланцюга ДНК на матриці вірусної (+)-РНК;
- руйнування вірусної РНК у складі комплексу ДНК-РНК;
- синтез (+)-ланцюга ДНК з утворенням дволанцюгової ДНК.

Такі ДНК потрапляють у ядро клітини-хазяїна та інтегруються у його геном. Вони стають матрицею для синтезу вірусних РНК за участю РНК-полімеразної системи клітини-хазяїна. Вірусні РНК, що утворилися, виходять у цитоплазму, де ініціюють трансляцію вірусних білків. З цих білків та РНК утворюються нові вірусні частинки.